# Saint-Paul (Orne)
Saint-Paul é uma comuna francesa na região administrativa da Normandia, no departamento de Orne. Estende-se por uma área de 7,96 km². Em 2010 a comuna tinha 704 habitantes (densidade: 88,4 hab./km²).

## História
- 1853: criação de Saint-Paul por desmembramento de La Lande-Patry[2].